# عنکبوت‌های مخملی
عنکبوت‌های مخملی (نام علمی: Eresidae) نام یک تیره از راسته عنکبوت است.